# Гамильтон, Чарльз, граф Арран
Ча́рльз Га́мильтон, граф Арра́н (англ. Charles Hamilton, Count of Arran; 30 марта 1691, Лондон — 13 августа 1754, Париж) — английский и британский аристократ, носил титул учтивости граф Арран.

## Биография
Чарльз Гамильтон был незаконнорожденным сыном Джеймса Гамильтона, 4-го герцога Гамильтон и Барбары Фицрой, незаконнорожденной дочери короля Карла II и Барбары Вильерс. Спустя некоторое время после его рождения его мать ушла в монастырь Святого Николая (Понтуаз), а Чарльз был воспитан своей бабушкой по материнской линии.
В 1698 году после женитьбы отца Чарльз был отправлен во Францию, где именовался титулом учтивости граф Арран, который был ему присвоен отцом. Большую часть своей жизни прожил на континенте, в том числе во Франции и Швейцарии, где занимался научными исследованиями.
Скончался 13 августа 1754 года в Париже в возрасте 63 лет; был похоронен на кладбище церкви Сен-Пьер-де-Монмартр.